# 殖民地威廉斯堡
殖民地威廉斯堡是美國弗吉尼亚州威廉斯堡市的一个历史保护区域。18世紀時，威廉斯堡曾是弗吉尼亚州的首府。但至美国革命戰爭後，威廉斯堡失去其重要的地位。直到20世紀早期， 牧師博士古德溫與一些人和組織一起致力保存有歷史價值的殖民地時代的建築。在工程裏，被重建的有威廉斯堡，詹姆斯鎮和約克鎮，這三城鎮由殖民地大路相连，並被稱為維吉尼亞歷史三角。但在這三個重建的城鎮當中，最著名的就是殖民地威廉斯堡。

## 歷史

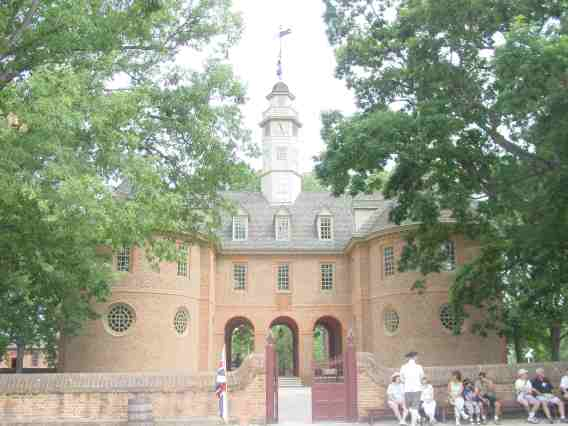
前國會大廈

### 中央種植園
1632年，最早的英国殖民者开始在威廉斯堡地区定居。當時，該地被稱為中央種植園（Middle Plantation）。弗吉尼亚殖民地最初的首府一直是詹姆斯鎮（Jamestown）。1676年，贝肯叛乱（Bacon's Rebellion）期間的大火烧毁了詹姆斯鎮。在重建期间，殖民地的管理机关迁到了中央種植園。1693年，殖民地获得英王的批准创办威廉與瑪麗學院，校址选在中央種植園。1698年，詹姆斯鎮重建的州議會大楼再次被燒。殖民地的管理机关再次迁到中央種植園。

### 維吉尼亞的前首府
1699年,威廉與瑪麗學院學生的建議将首府正式迁到中央種植園，这个建议得到了批准。該村莊被重新命名為“威廉斯堡”，以英王威廉三世。1722年，威廉斯堡被授予皇家憲章，成為一個城市。威廉斯堡曾經是大英帝國在北美的最大、最富有，同時也是人口最多的殖民地的首府。
直到1779年，里士滿成為維吉尼亞的新首府。

### 今天的殖民地威廉斯堡

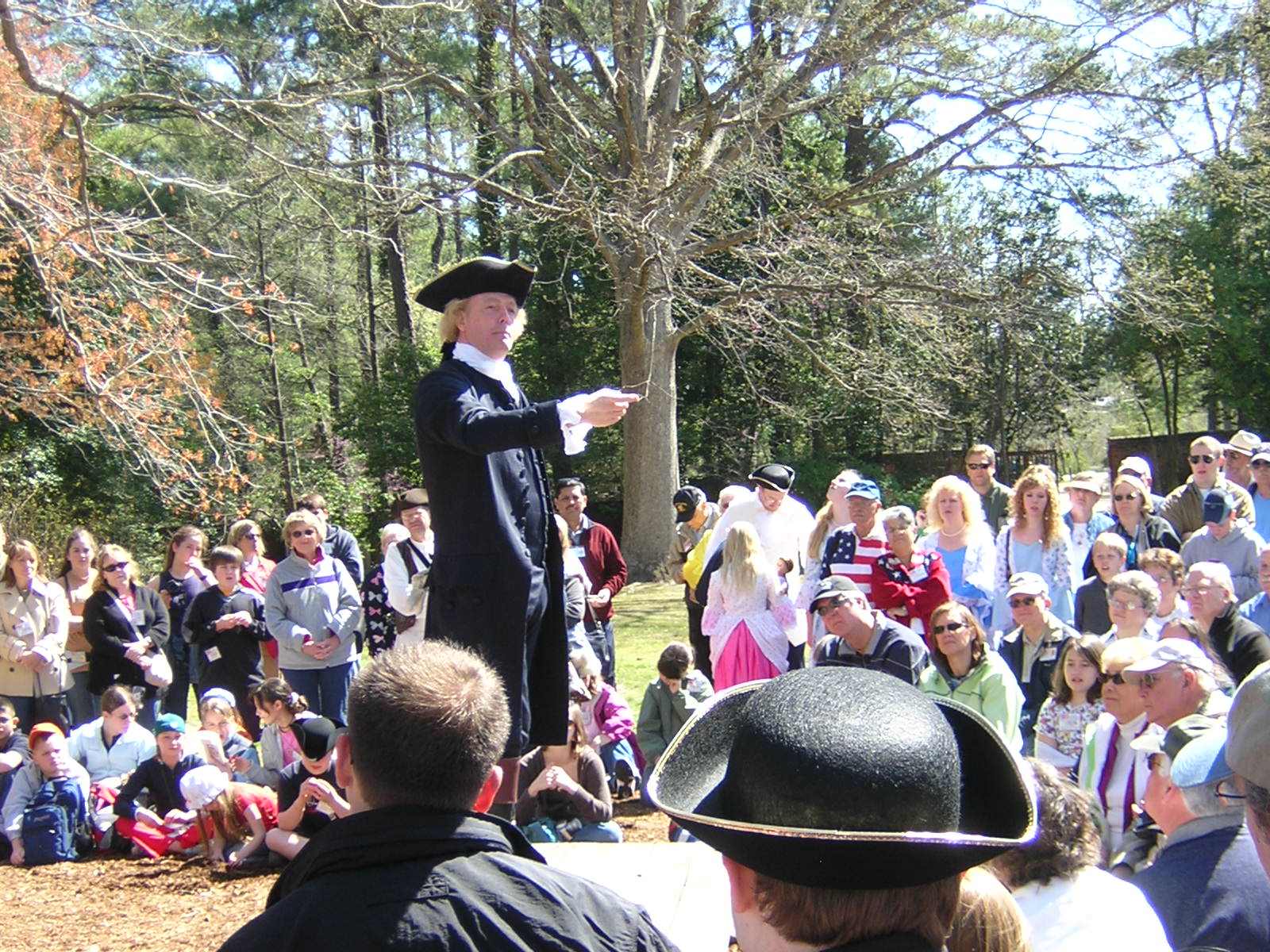
"托玛斯·杰弗逊"在總督府 (維吉尼亞)的庭院裡發表講話。

20世紀初，威廉斯堡仍是一个安静的小城。当地教堂的牧师古德溫博士试图修复和保存有歷史價值的教堂,并在1907年完成了他的计划。但他意識到，其它許多殖民地時代的建築雖然同樣还存在，但是大多情况都很糟糕。古德溫開始尋找外界的支持和財務支援以进行更大规模的修复。
最终，古德溫得到了石油大王洛克菲勒的儿子小洛克菲勒夫妇的支持。他们提供了古德溫修复计划主要的財務支援。他們聯合努力的結果是創立了殖民地威廉斯堡，其工程包括恢复威廉斯堡殖民時代的原貌，以保存美國早期的歷史。今天，殖民地威廉斯堡是維吉尼亞歷史三角的核心，由殖民地大路與詹姆斯鎮和約克鎮相连。殖民地威廉斯堡也成为弗吉尼亚州接待游客数量最多的旅游目的地。
殖民地威廉斯堡這個歷史名城超過一英里長，內有八十八座公眾建築原物，五十座重建的主要建築，還有90英畝的殖民時期的花園，向人們展示美利堅合眾國成立之前的美國理念的起源。
殖民地威廉斯堡雖然溢著18世紀的氣氛，但仍有人對殖民地威廉斯堡存有不滿，如當地的環境太乾淨，而且沒有殘暴的奴隸制。

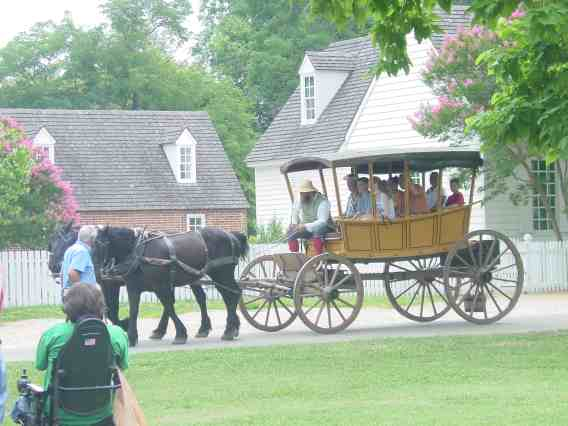
殖民地威廉斯堡的馬車

殖民地威廉斯堡有一個傳統方式去慶祝聖誕節，例如他們有一種特別的花圈，叫作“殖民地威廉斯堡門飾”，加上了水果、蔬菜、乾了的花等等。他們還會安置一些蘋果在他們的房子附近，而且也會享受可口的膳食。而且人民會安置許多聖誕節蠟燭於戶外，從遠望，他們看起來極像星星。因此殖民地威廉斯堡的聖誕節氣氛很濃厚。

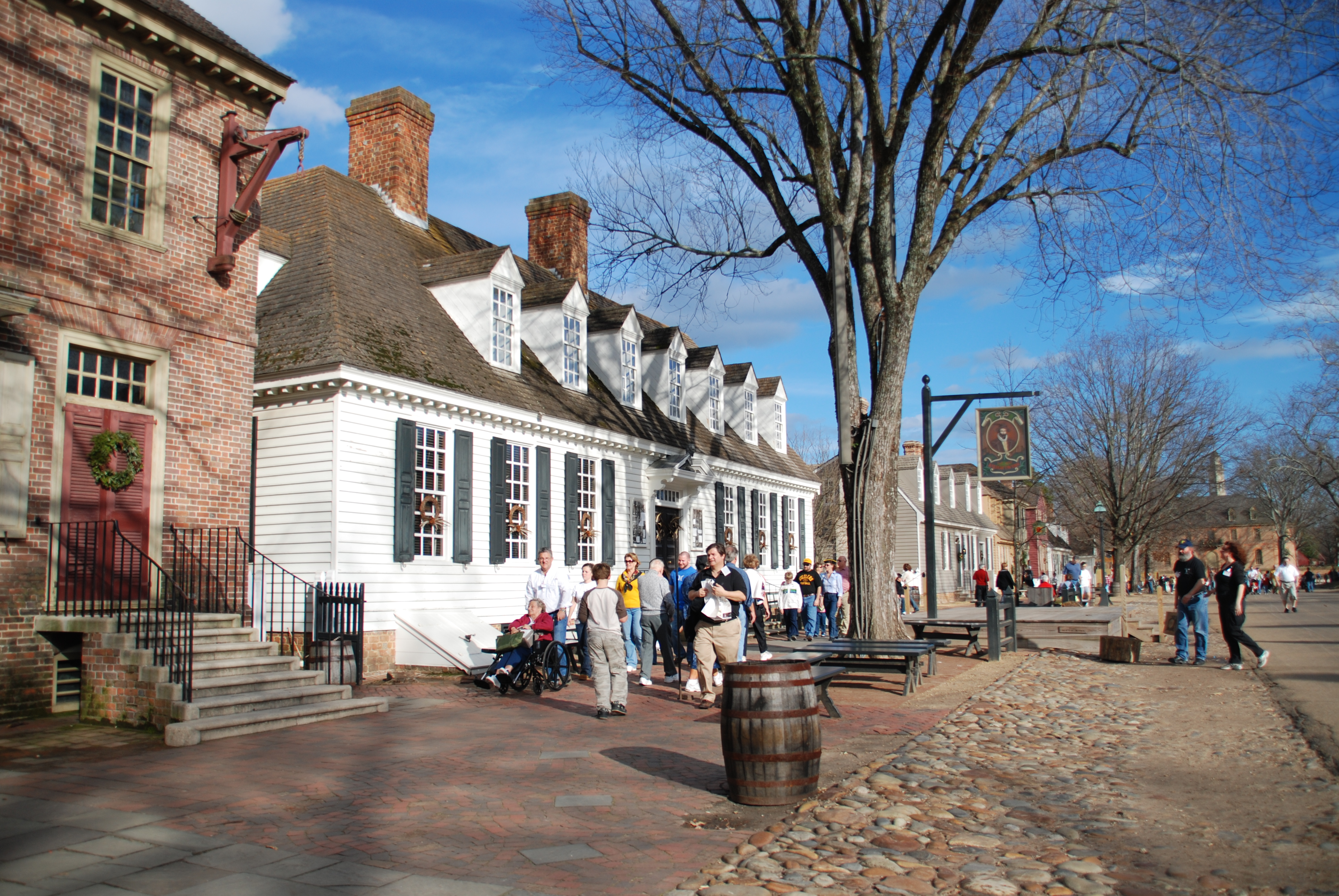
殖民地威廉斯堡

參觀殖民地威廉斯堡時，最好知道一些當地的術語，它們很有幫助。雇員會頻繁地叫殖民地威廉斯堡為“C.W.”（Colonial Williamsburg的缩写）。部份人會稱殖民地威廉斯堡為“被恢復的區域”或“歷史區域”。而威廉與瑪麗學院則是“學院”。
威廉斯堡有兩個大型主题公園：威廉斯堡布希花园和水世界。
遊客可以乘自行車，參加英國的草坪保齡球,槌球和其它草坪比賽。還有排球、小小高爾夫球、羽毛球和更多体育项目。

## 外部連結
- Colonial Williamsburg Foundation's official website （页面存档备份，存于）
- State Tourism Website - Virginia is for Lovers （页面存档备份，存于）